# سن خوزه، کاستاریکا
سن خوزه شهر پایتخت کاستاریکا است.
این شهر با مساحت ۴۴.۶۲ کیلومتر مربع جمعیتی ۳۶۵٬۷۹۹ نفری را در خود جای داده است.

## نگارخانه

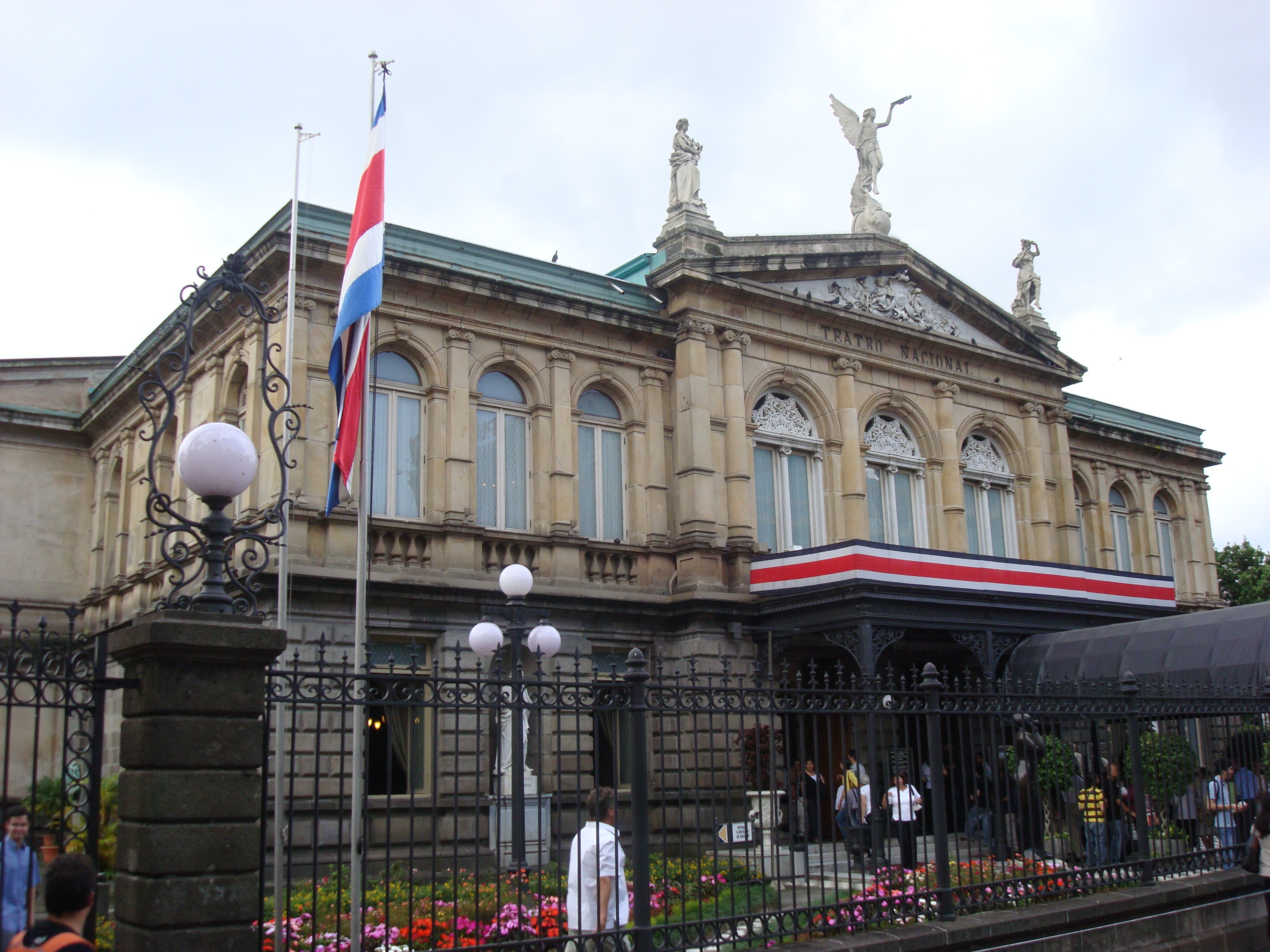
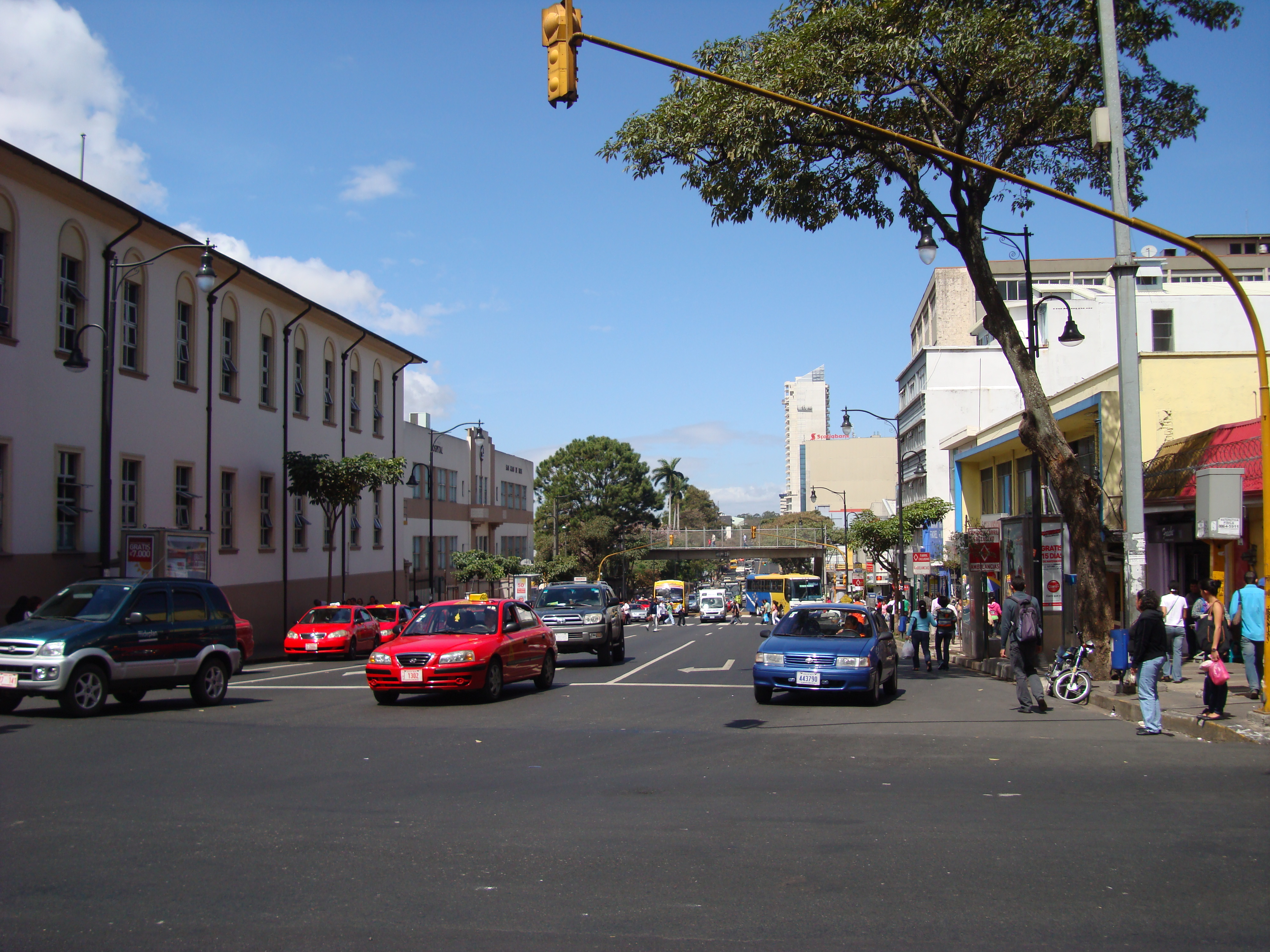
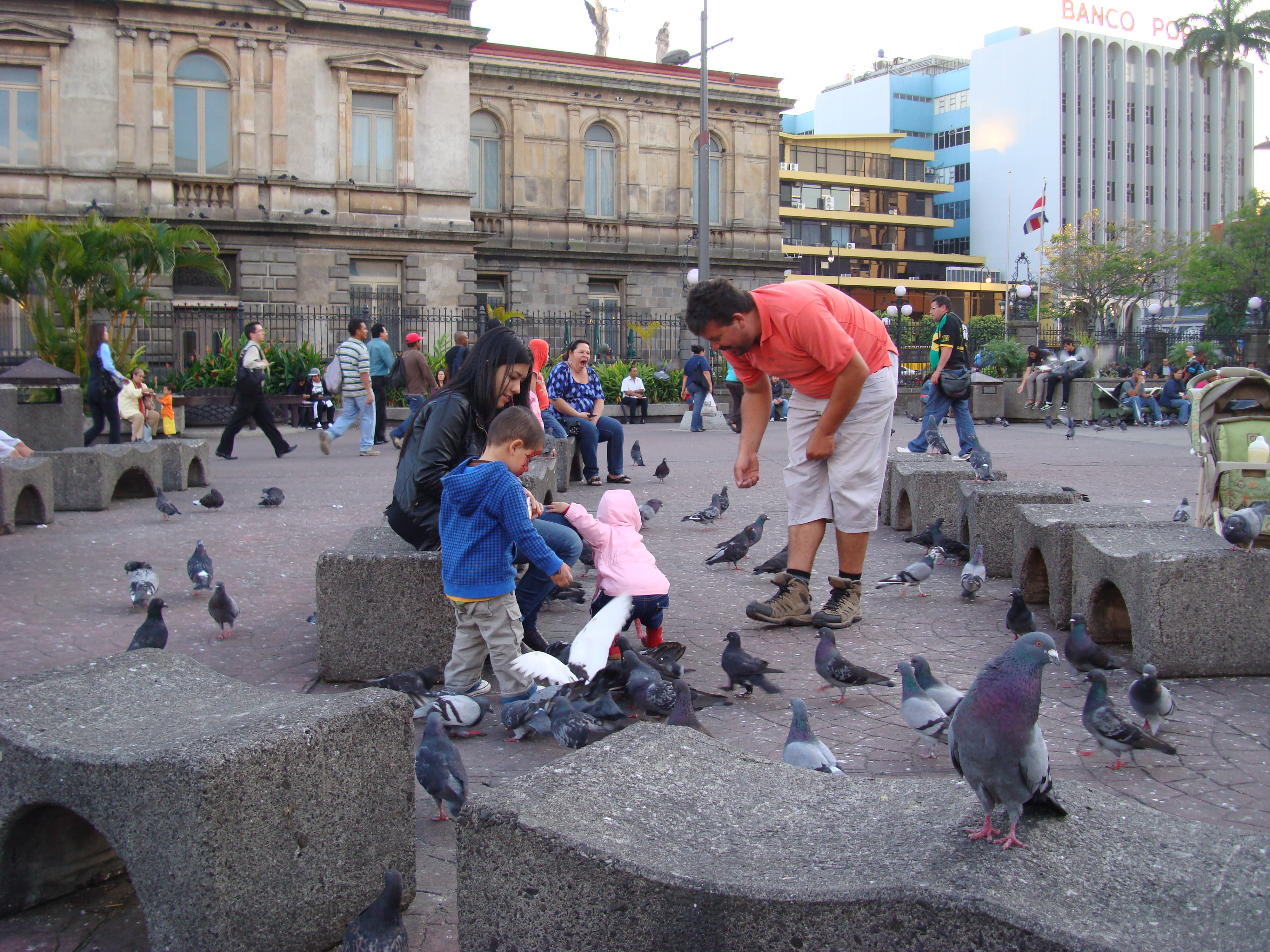
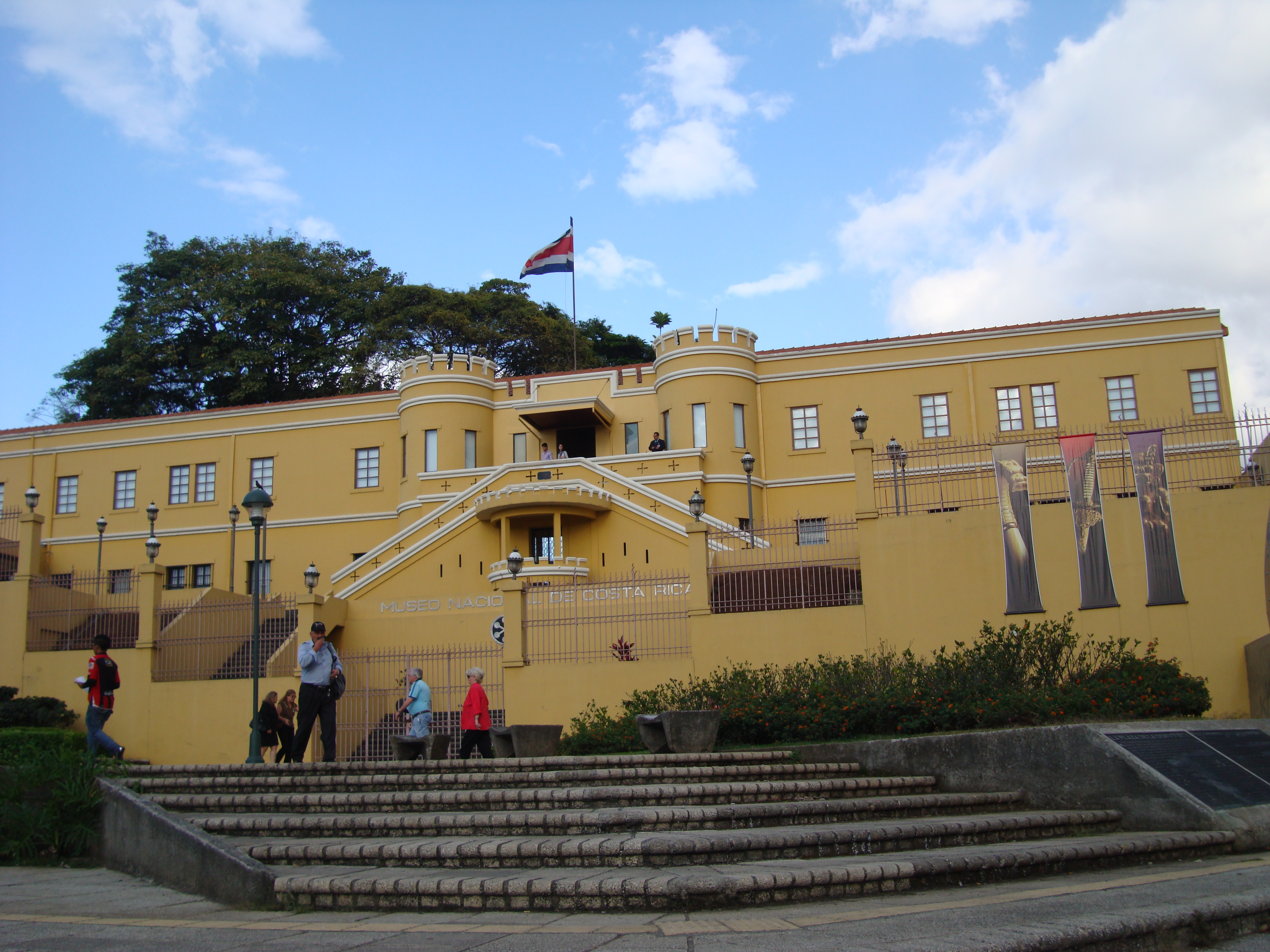